# Krešimir Ćosić
Krešimir Ćosić, hrvaški košarkar in trener, * 26. november 1948, Zagreb, Jugoslavija, † 25. maj 1995, Baltimore, Maryland, ZDA.

## Igralna kariera
Ćosić se je rodil v Zagrebu, odrasel pa je v Zadru, kjer je leta 1965 začel svojo košarkarsko kariero pri KK Zadar. Med letoma 1971 in 1973 je igral za univerzitetno moštvo priznane ameriške zasebne univerze Brigham Young University. Leta 1972 je bil kot 144. izbran na NBA naboru s strani kluba Portland Trail Blazers, leta 1973 pa ponovno kot 84. s strani kluba Los Angeles Lakers. Bil je prvi neameriški košarkar izbran na naboru lige NBA. Vseeno se je odločil za vrnitev v Jugoslavijo, kjer je med letoma 1973 in 1976 ponovno zaigral za KK Zadar, med letoma 1976 in 1978 za Brest Olimpijo, med letoma 1978 in 1980 za italijanski Synudine, ob koncu kariere med letoma 1980 in 1983 pa za KK Cibona.
Za jugoslovansko reprezentanco je nastopil na štirih olimpijskih igrah, kjer je osvojil en naslov olimpijskega prvaka leta 1980 in dva naslova olimpijskega podprvaka v letih 1968 in 1976. Z reprezentanco je na svetovnih prvenstvih osvojil po dva naslova svetovnega prvaka v letih 1970 in 1978 ter svetovnega podprvaka v letih 1967 in 1974, na evropskih prvenstvih pa po tri naslove evropskega prvaka v letih 1973, 1975 in 1976, in evropskega podprvaka v letih 1969, 1971 in 1981, ter eno bronasto medaljo leta 1979.

## Trener
Po končani igralski karieri je deloval kot trener in selektor, jugoslovansko reprezentanco je popeljal do srebrne medalje na Olimpijskih igrah 1988 ter bronastih medalj na Svetovnem prvenstvu 1986 in Evropskem prvenstvu 1987. Kot selektor Jugoslavije pa je znan predvsem po tem, da je zelo zgodaj ponudil priložnost takrat mladim še neuveljavljenim igralcem kot so Vlade Divac, Toni Kukoć in ostali. Le ti so si ga po tem ohranili v spominu. 

## Zapuščina
Leta 1996 je bil sprejet v Košarkarski hram slavnih, leta 2007 pa še v Mednarodni košarkarski hram slavnih.
Po njegovi smrti so na Hrvaškem po njem imenovali svoj pokal, torej Pokal Krešimir Ćosić.